# Das Erwachen (Kate Chopin)
Das Erwachen (engl. Originaltitel The Awakening) ist ein Roman, den Kate Chopin 1899 im amerikanischen Verlag Herbert S. Stone & Co. veröffentlicht hat.
Das im deutschsprachigen Raum wenig bekannte Werk zählt zu den Romanen, die in den Vereinigten Staaten im Englischunterricht der High Schools am häufigsten gelesen werden.
Das Erwachen erzählt die Geschichte von Edna Pontellier, der jungen Ehefrau eines wohlhabenden Kreolen in Louisiana, die an der Wende zum 20. Jahrhundert nach einer Erkundung ihres Selbst lieber freiwillig in den Tod geht, als auf persönliche Autonomie und die Verwirklichung ihrer Sehnsüchte zu verzichten.

## Handlung

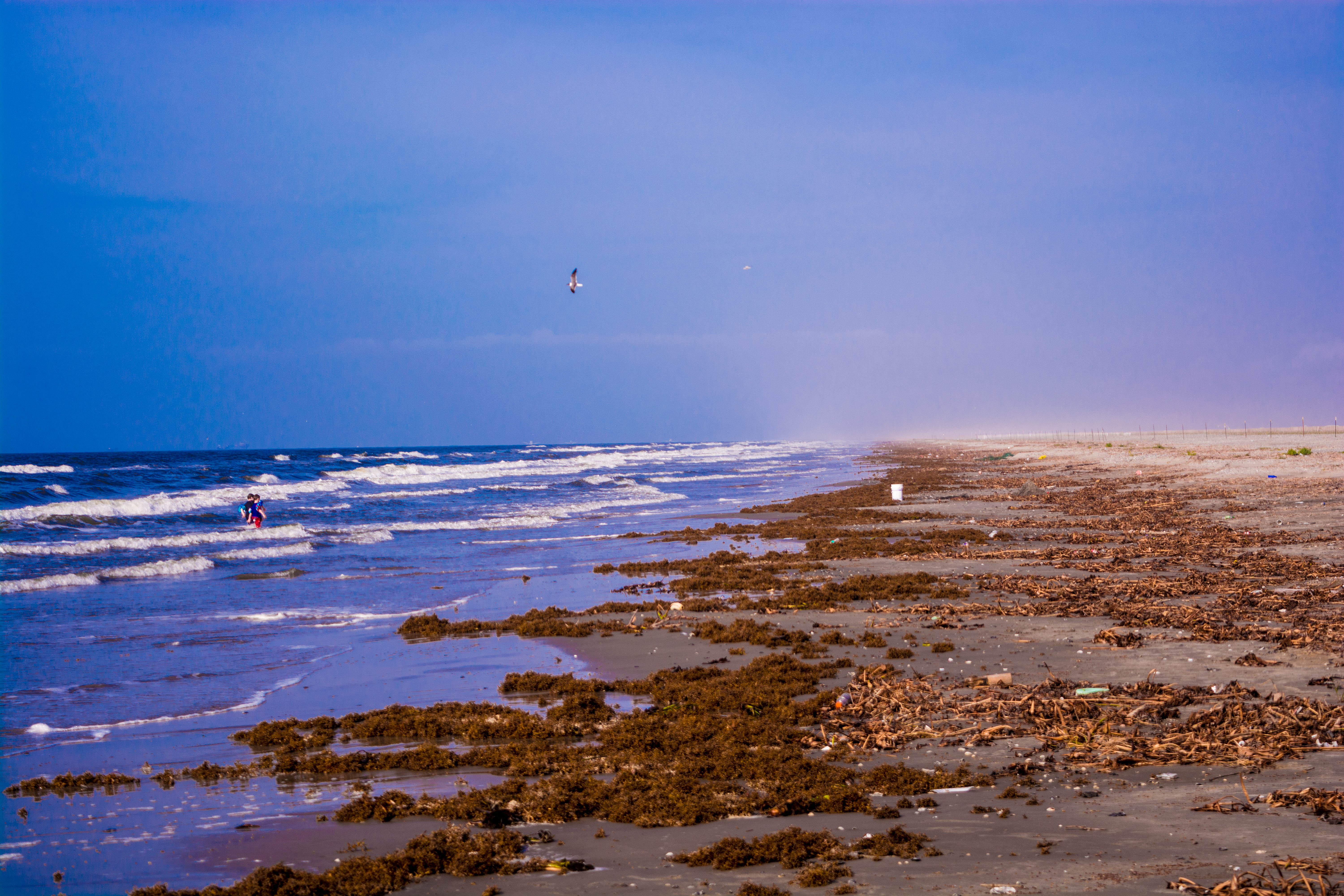
Der Strand von Grand Isle

Ort der Handlung ist zunächst der am Golf von Mexiko gelegene Ferienort Grand Isle, die Zeit ist die Gegenwart der Autorin, also das ausgehende 19. Jahrhundert. In der eleganten Pension von Aline Lebrun verbringen die Pontelliers ihre Sommerferien: Léonce, seine Frau Edna und ihre beiden kleinen Söhne, Etienne und Raoul. Léonce, ein Nachfahre französischer Einwanderer, ist sehr reich und als Mitglied der vornehmen Herrenkaste auch sehr konventionsorientiert. Edna, seine Frau, 28 Jahre alt, wird von ihm aufrichtig geliebt und großzügig mit kostbaren Dingen verwöhnt. Dennoch wird bereits früh im Handlungsverlauf deutlich, dass Edna mit ihrem Leben nicht glücklich ist. Sehr zum Schmerz und zur Sorge von Léonce ist sie etwa ihren Kindern gegenüber seltsam distanziert und zeigt wenig Neigung, Zeit mit ihnen zu verbringen.
Edna ist die Tochter eines Plantagenbesitzers und Bürgerkriegsveteranen aus Kentucky. Ihre Mutter starb früh; es wird angedeutet, dass der Vater ihr das Leben mit seiner tyrannischen Art sehr sauer gemacht und unnötig verkürzt hat. Als Teenager war die fantasievolle, Romane lesende Edna mehrfach unrealistisch verliebt und hat Léonce Pontellier schließlich deshalb geheiratet, weil er immens in sie verliebt und überdies katholisch war – das Letztere eine Tatsache, die dem presbyterianischen Vater stark gegen den Strich gegangen sein muss.
Vom Sommeraufenthalt in Grand Isle bricht Léonce als erster wieder auf, weil er zu arbeiten hat. Edna bleibt mit den Kindern, die von einer Kinderfrau betreut werden, zurück und schließt Freundschaft mit drei anderen Feriengästen: Robert Lebrun, Adèle Ratignolle und Mademoiselle Reisz. Robert, der 26-jährige Sohn der Pensionswirtin, ist ein zielloser junger Mensch ohne regulären Beruf, der seine Sommeraufenthalte in Grand Isle damit zubringt, sich im jährlichen Wechsel verheirateten Frauen anzuschließen, die sich die Langeweile mit einem unverbindlichen Flirt vertreiben wollen. Ein Jahr zuvor war dies Adèle gewesen, eine junge Ehefrau, die zu Hause musikalische Soireen organisiert, aber hauptsächlich in ihrer Mutterrolle aufgeht. Adèle ist schwanger. Es ist Adèles Schönheit und ihre spontane Warmherzigkeit, die Edna anzieht. Adèle warnt Robert davor, mit Edna zu flirten, denn sie erkennt, dass die verschlossene Edna nicht der Typ Frau ist, der einen Flirt leicht nimmt. Mit Mademoiselle Reisz, einer alternden, unverheirateten, emanzipierten Pianistin, findet Edna erst gemeinsame Anknüpfungspunkte, als deren Klavierspiel unerwartet stark ihr Herz berührt.
Der Klavierabend ist nur eine von mehreren Stationen einer Entdeckungsreise, die Edna in den folgenden Tagen, ohne dies beabsichtigt zu haben, durchs Selbst unternimmt. So lernt sie, was in ihrem Fall nach langem vergeblichen Unterricht als aussichtsloses Unternehmen gegolten hatte, schwimmen und findet sinnlichen Genuss in dieser Fähigkeit. Auch wird sie sich bewusst, dass sie Robert liebt und begehrt. Zu zweit unternehmen sie einen Ausflug in den Fischerort Cheniere Caminada.

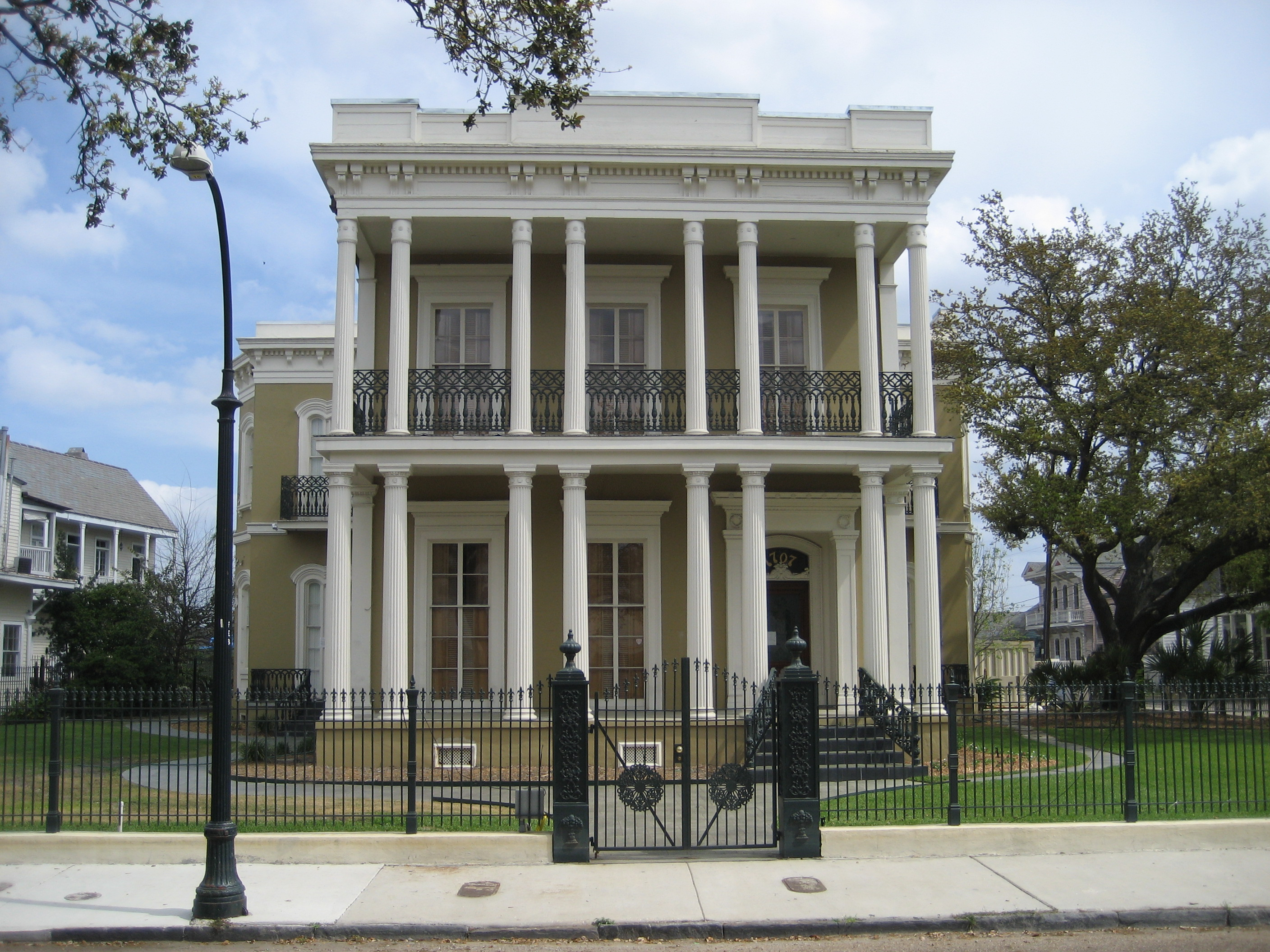
Ein Haus in der Esplanade Avenue, New Orleans

Zur Überraschung aller reist Robert dann für eine unbestimmte berufliche Angelegenheit nach Mexiko ab. Edna ist tief enttäuscht, dass sie den Gegenstand ihrer gerade erst erwachten Sehnsucht so plötzlich wieder verlieren soll, und kehrt mit den Kindern schließlich in ihr Zuhause in der Esplanade Street in New Orleans zurück. Den sozialen Pflichten, die dort auf sie warten, entzieht sie sich mehr und mehr. Anstatt an ihrem wöchentlichen Empfangstag Gäste zu begrüßen, geht sie spazieren. Als Léonce ihr Vorhaltungen macht, zieht sie später voller Wut ihren Ehering vom Finger und tritt darauf. Sie beginnt, viel Zeit mit Malen zu verbringen, betreibt diese Beschäftigung aber ohne echte Leidenschaft. Léonce macht sich Sorgen um Edna und bittet Dr. Mandelet, den Familienarzt und Freund des Hauses, um dessen Meinung. Mandelet weiß ihm auch keinen besseren Rat zu geben, als Edna nicht zu bedrängen und geduldig und nachsichtig mit ihr zu bleiben. Léonce bricht schließlich zu einer längeren Geschäftsreise nach New York auf.
Während eines Besuchs bei Mademoiselle Reisz entdeckt Edna, dass Robert mit dieser korrespondiert. Da Mademoiselle Reisz ihrem Bedürfnis, über Robert zu sprechen, gern entgegenkommt, sehen die beiden Frauen sich nun häufig. Mademoiselle Reisz ist überzeugt davon, dass Robert Edna liebt. Über eine andere Bekannte, Mrs. Highcamp, knüpft Edna Kontakt zu Alcée Arobin, einen jungen Dandy von zweifelhaftem Ruf, der seine Tage beim Pferderennen verbringt. Bald wird Edna sich bewusst, dass sie Alcée sexuell begehrt; da sie ihn nicht – wie Robert – liebt und er ihr tatsächlich nichts bedeutet, zögert sie aber, ein Verhältnis mit ihm zu beginnen.
Edna beschließt, aus der ehelichen Villa auszuziehen, und kauft ein in der Nachbarschaft gelegenes kleines Haus, das sie als „Taubenschlag“ (engl. pigeon house) bezeichnet. Ein großes Dinner, das sie anlässlich ihres Geburtstags und des bevorstehenden Umzugs in der Villa in der Esplanade Street gibt, verläuft glänzend und turbulent und endet für Edna mit einem intimen Zusammensein mit Alcée.
Schließlich erfährt in New York auch Léonce von Ednas Hauskauf. Um seine Ehe zu retten, stellt er Edna eine schon seit langem versprochene, aber nie durchgeführte gemeinsame Auslandsreise in Aussicht; mit Spekulationen im New York Stock Exchange hat er viel Geld eingenommen. Um Ednas Quartierwechsel so zu erklären, dass kein Gerede entsteht, beauftragt er einen Architekten damit, die Villa umfassend zu renovieren.
Robert kehrt nach einem mehrmonatigen Aufenthalt in Mexiko nach New Orleans zurück. Zwei Tage nach seiner Ankunft begegnet Edna ihm zufällig in Mademoiselle Reisz's Wohnung und ist verletzt, dass er nicht gleich zu ihr gekommen ist. Auch lässt Robert erkennen, dass er aus rein beruflichen Gründen zurückgekehrt ist und keineswegs, um Edna zu sehen. Wenig später begegnen sie sich, wieder rein zufällig, ein zweites Mal. Dabei kommt es zwischen ihnen zu einem ersten Kuss:

“I love you,” she whispered, “only you, no one but you. It was you who awoke me last summer out a life-long stupid dream.”

„„Ich liebe dich“, flüsterte sie, „nur dich, niemanden als dich. Du warst es, der mich letzten Sommer aus einem lebenslangen törichten Traum erweckt hat.““

Robert hatte ihr zuvor gestanden, dass er nur nach Mexiko geflohen war, weil er sie zwar über alles liebt, es aber nicht riskieren wollte, ihr durch einen Ehebruch womöglich extremen Schaden zuzufügen. Bevor Edna ihm eine Liebesbeziehung jenseits der Konventionen vorschlagen kann, wird sie zu Adèle gerufen, bei der Geburtswehen begonnen haben. Während sie Adèle beisteht, sinnt sie weiter nach:

“Yes,” she said. “The years that are gone seem like dreams – if one might go on sleeping and dreaming – but to wake up and find – oh! well! Perhaps it is better to wake up after all, even to suffer, rather than to remain a dupe to illusion all one's life.”

„„Ja“, sagte sie. „Die Jahre, die vergangen sind, erscheinen wie Träume – wenn man fortfahren könnte zu schlafen und zu träumen – zu erwachen und zu finden – na ja! Vielleicht ist es am Ende besser aufzuwachen, sogar zu leiden, als sein ganzes Leben in Illusionen gefangen zu bleiben.““

Als sie in ihr Haus zurückkehrt, findet sie von Robert nur noch einen Abschiedsbrief. Edna geht zum Strand und schwimmt weit ins Meer hinaus, bis die Kräfte sie verlassen.

## Entstehung und Rezeption
Chopin schrieb Das Erwachen, den letzten ihrer drei Romane (von denen der mittlere verloren ging), 1897/1898 in ihrer Geburtsstadt St. Louis, in der sie sich, als Witwe, 1884 wieder angesiedelt hatte. Abgeschlossen hat sie die Arbeit, für die sie zunächst den Titel A Solitary Soul vorgesehen hatte, am 21. Januar 1898. Die Publikation bei Herbert S. Stone & Company folgte am 22. April 1899.
Aufgrund der Ehebruchsthematik und des ungebrochenen Strebens der Hauptfigur nach Unabhängigkeit und emotionaler, sexueller und spiritueller Erweckung wurde das Buch von der Kritik überaus ablehnend aufgenommen. Chopin gab, obwohl sie erst 49 Jahre alt war, das Schreiben fast auf und starb fünf Jahre später (1904) an den Folgen einer Hirnblutung.
Danach fand das Buch mehr als ein halbes Jahrhundert lang kaum Beachtung. Der erste und für lange Zeit einzige Nachdruck folgte 1906 beim New Yorker Verlag Duffield.
Am Beginn der Wiederentdeckung stand Kenneth Ebles 1956 erschienener Essay A forgotten novel: Kate Chopin’s The Awakening. 1964 brachte Putnam unter seinem Imprint Capricorn den Roman neu heraus. Weitere Verlage folgten, darunter Avon (1972), Norton und Bantam (beide 1976). 1977 nahm in London der neu gegründete feministische Verlag The Women’s Press das Werk in sein Programm auf und sorgte 2½ Jahrzehnte lang für seine stete Verbreitung. Auch in den Vereinigten Staaten wurde es schließlich in den Literaturkanon aufgenommen. Der immense Erfolg des Romans auch auf dem Buchmarkt – von 1990 bis heute (2020) hat die englische Ausgabe in jeder Dekade mehr als 30 Neuauflagen erlebt – ist nicht zuletzt dadurch zu erklären, dass viele amerikanische High Schools das Werk für ihren Englischunterricht auswählen.

## Filmadaptionen
- The End of August (USA, 1981), Regie: Bob Graham, Darsteller: Sally Sharp, David Marshall Grant, Paul Roebling, Paul Shenar, Lilia Skala
- Grand Isle (USA, 1991), Regie: Mary Lambert, Darsteller: Kelly McGillis, Adrian Pasdar, Jon DeVries, Glenne Headly, Julian Sands, Ellen Burstyn

## Ausgaben (Auswahl)
- The Awakening. H. S. Stone & Co., Chicago, New York 1899.
- The Awakening. CreateSpace, 2015, ISBN 978-1-5146-3964-1.

In anderen Sprachen
- Edna. Club Bibliophile de France, Paris 1952 (französische Erstausgabe).
- Das Erwachen. Rowohlt, Reinbek 1980 (deutsche Erstausgabe 1978 im Verlag Roter Stern).
- Das Erwachen. Vollständig überarbeitete Neuausgabe, ins Deutsche übertragen und mit einem Nachwort versehen von Ingrid Rein. ars vivendi, Cadolzburg 2019, ISBN 978-3-7472-0094-0.

Hörbuch
- The Awakening. Audible, 2015 (ungekürzte Fassung, Sprecherin: Susie Berneis).